# Demania
Demania is een geslacht van kreeftachtigen uit de klasse van de Malacostraca (hogere kreeftachtigen).

## Soorten
- Demania alcocki Deb, 1987
- Demania armadillus (Herbst, 1790)
- Demania baccalipes (Alcock, 1898)
- Demania crosnieri Serène, 1984
- Demania cultripes (Alcock, 1898)
- Demania garthi Guinot & Richer de Forges, 1981
- Demania intermedia Guinot, 1969
- Demania japonica Guinot, 1977
- Demania mortenseni (Odhner, 1925)
- Demania reynaudii (H. Milne Edwards, 1834)
- Demania rotundata Serène in Guinot, 1969
- Demania scaberrima (Walker, 1887)
- Demania serenei Guinot & Richer de Forges, 1981
- Demania splendida Laurie, 1906
- Demania toxica Garth, 1971
- Demania unispinosa Chen & Ng, 1999
- Demania wardi Garth & Ng, 1985